# Kreisgericht Arnsberg
Das Kreisgericht Arnsberg war von 1849 bis 1879 ein preußisches Kreisgericht mit Sitz in Arnsberg. 

## Geschichte
Die „Verordnung über die Aufhebung der Privatgerichtsbarkeit und des eximierten Gerichtsstandes sowie über die anderweitige Organisation der Gerichte“ vom 2. Januar 1849 hob die Patrimonialgerichtsbarkeit auf. Gleichzeitig wurde das Appellationsgericht Arnsberg geschaffen, dem Kreisgerichte, darunter das Kreisgericht Arnsberg zugeordnet waren. Sein Sprengel umfasste den Landkreis Arnsberg ohne das Amt Warstein und Teile des Landkreise Meschede. Das Kreisgericht Arnsberg war Schwurgericht für die Sprengel der Kreisgerichte Arnsberg, Brilon und Lippstadt. Eine Gerichtsdeputation mit drei Richtern wurde in Meschede und eine Gerichtskommission wurde in Balve eingerichtet. Gerichtstage wurden in Allendorf, Eslohe und Ramsbeck gehalten. Der Sprengel mit den Städten Arnsberg, Meschede und Neheim umfasste 44.457 Gerichtseingesessene. Die Gerichtsdeputation Meschede wurde später zu einer Gerichtskommission mit zwei Richtern herabgestuft.
Mit den Reichsjustizgesetzen wurden die Gerichte im Deutschen Reich vereinheitlicht. Das Kreisgericht Arnsberg wurde 1879 aufgehoben. Neu eingerichtet wurde nun das Amtsgericht Arnsberg im Bezirk des Landgerichtes Arnsberg.
Die Gerichtskommissionen Meschede und Balve wurden 1879 aufgehoben und die Amtsgerichte Meschede und Balve gebildet.